# Chillcottomyia
Chillcottomyia är ett släkte av tvåvingar. Chillcottomyia ingår i familjen puckeldansflugor.
Kladogram enligt Catalogue of Life:
| Chillcottomyia | \| \| Chillcottomyia septentrionalis \| \| \| \| \| \| Chillcottomyia shimentaiensis \| \| \| \| \| \| Chillcottomyia zhuae \| \| \| \| |
|                | \| \| Chillcottomyia septentrionalis \| \| \| \| \| \| Chillcottomyia shimentaiensis \| \| \| \| \| \| Chillcottomyia zhuae \| \| \| \| |
|                | Chillcottomyia septentrionalis |
|                | |
|                | Chillcottomyia shimentaiensis |
|                | |
|                | Chillcottomyia zhuae |
|                | |